# Martin Wuttke
Martin Wuttke (n. 8 de febrero de 1962) es un actor y director alemán que alcanzó reconocimiento internacional por su interpretación de Adolf Hitler en la película de 2009 Inglourious Basterds.

## Vida y carrera
Comenzó su entrenamiento como actor en el teatro de la Universidad en Bochum y luego se cambió a la Escuela de Drama Westphalian en Bochum. 
Martin vive con la actriz Margarita Broich con dos hijos.

## Filmografía

### Cine
| Película                                                          | Papel           |
| ----------------------------------------------------------------- | --------------- |
| Die Unberührbare (2000)                                           | Imbissverkäufer |
| Delusion (2002)                                                   | Robert Bergmann |
| Rosenstraße (2003)                                                | Joseph Goebbels |
| Hamlet X (2003)                                                   | Claudius        |
| Call Me Agostino (2006)                                           | Agostino Stone  |
| Detektive oder Die glücklosen Engel der inneren Sicherheit (2006) |                 |
| Weisse Lilien (2007)                                              | Hauks           |
| Delta (2008)                                                      |                 |
| Inglourious Basterds (2009)                                       | Adolf Hitler    |
| Hanna (2011)                                                      | Knepfler        |
| Colonia Dignidad (2015)                                           |                 |

### Televisión
| Película                                         | Papel                             |
| ------------------------------------------------ | --------------------------------- |
| Moskau - Petuschki (1991)                        | Jerofejev Venedikt                |
| Die Bernauerin (1997)                            | Mönch                             |
| Tatort (9 episodios, 1998–2009)                  | Andreas Keppler                   |
| Geiselfahrt ins Paradies (1998)                  |                                   |
| Dämonen (2000)                                   | Nikolai Wsewolodowitsch Stawrogin |
| Bella Block (1 episodio, 2000)                   | Wolfgang Krauss                   |
| Hand in Hand (2001)                              | Peter Plachotny                   |
| Liebesau - die andere Heimat (3 episodios, 2002) | Schorsch Schönstein               |
| Die Tote vom Deich (2006)                        | Manuel Bove                       |